# José Antonio Ortega Bonet
José Antonio "Pepe" Ortega Bonet (conocido con el sobrenombre de "El Gallego") (La Habana (Cuba),  (27 de octubre de 1929 – Coral Gables (Florida), 19 de septiembre de 2009) fue un emprendedor y empresario cubano afincado en Estados Unidos, fundador del Sazón Goya Food Company.

## Biografía
Jose Antonio Ortega Bonet fue al Colegio de Belén de La Habana. Ortega se graduó en ciencias empresariales en la Universidad de La Habana. Cuando era joven y después de la muerte de su padre, Bonet creó su primera compañía de distribución de comida llamada F. Bonet y Cía. También fundó la primera empresa de aire acondicionado de automóviles en Cuba.
Ortega se casó con su mujer, Lucila Galvis Gómez-Plata, una estudiante colombiana que estaba estudiando en La Habana en abril de 1954. La pareja tuvo dos hijos: María Elena y José Antonio Ortega Jr. La gfamilia abandonó Cuba en 1960 a causa de la Revolución Cubana de Fidel Castro. Primero se trasladaron a Colombia y posteriormente a Puerto Rico en 1963.
Ortega lanzó su nueva empresa alimentaria en Puerto Rico. Este empresa se convirtió en la Sazón Goya Food Company gracias al apoyo económico de la Familia Unanue, que era propietaria de Goya Foods.
Ortega y su familia se trasladaron a Miami en 1976. Una vez instalados allí, Ortega continuó para dirigir Sazón Goya, expandiendo sus productos a nuevos mercados en los Estados Unidos con el crecimiento de la población hispana en todo el país. Ortega continuó al frente de su empresa hasta su muerte en 2009.
Ortega era una gran amante de la filantropía, sobre todo en el área de Miami. Invirtió grandes cantidades de tiempo y dinero en instituciones locales como Mercy Hospital, el programa escolar José Martí, la Liga contra el Cáncer y la Centro Mater Foundation.
José Antonio Ortega Bonet murió a causa de un cáncer en su casa de Coral Gables (Florida) el 19 de septiembre de  2009 a los 79 años. Su funeral se llevó a cabo en el Epiphany Parrish, y fue enterrado en el cementerio Woodlawn Park North en Miami.